# Chine: L'archipel oublié

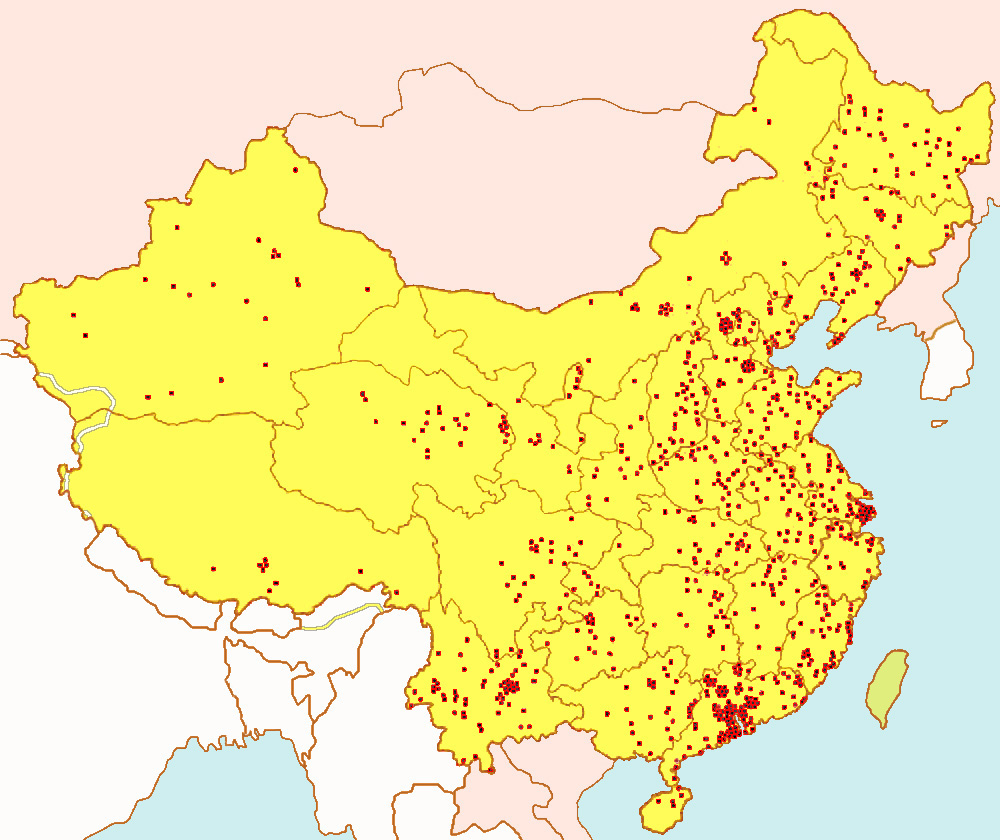
Overzicht van strafkampen in China in 1992

Chine: L'archipel oublié is een boek van Jean-Luc Domenach over de overtredingen van de mensenrechten in China (gepubliceerd in 1992 door de Librairie Arthème Fayard).
Het boek beschrijft de ontwikkeling van de werkkampen en de andere totalitaire mechanismen van repressie van de Chinese staat. Volgens hem is er met name een groot aantal gevangenen in het gebied van Qinghai, waar de omstandigheden zwaar zijn.